# 마쓰다 루체
마쓰다 루체(Mazda Luce)는 일본의 마쓰다가 생산했던 승용차이다.

## 1세대

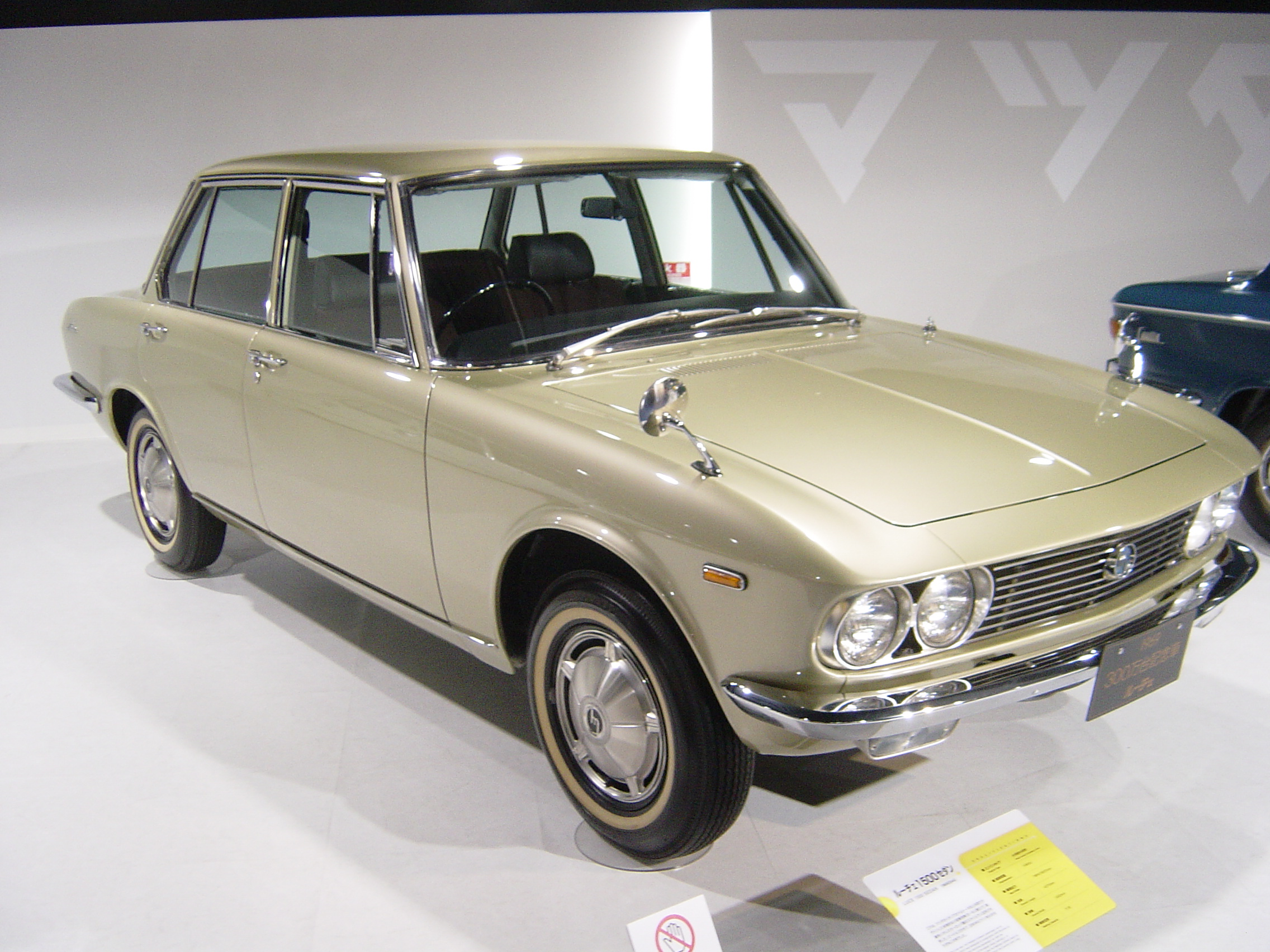
마쓰다 루체 정측면

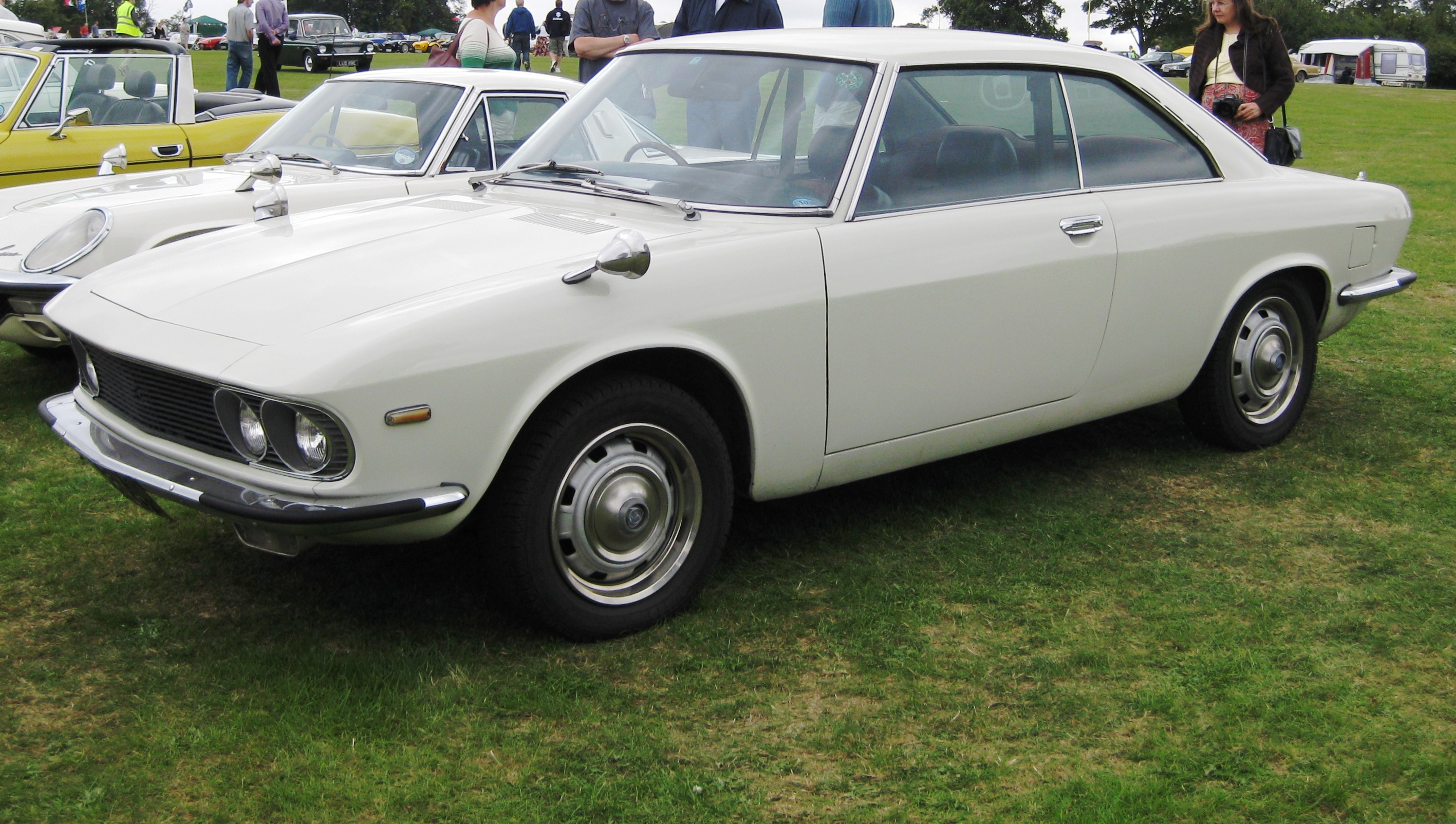
마쓰다 루체 로터리 정측면

1966년 8월에 패밀리아의 뒤를 이은 마쓰다 두번째 보통형 승용차로 출시되었으며, 당시 베르토네 소속이던 조르제토 쥬지아로가 디자인한 유려한 디자인이 특징이었다. 앞좌석이 벤치 타입의 시트라 6인승이었으며 하이 오너 카의 선구적 존재로 평가받았다. 엔진은 UB형 SOHC 엔진이 있었으며, 1967년에는 트윈캠 엔진도 추가되었다. 1968년에 마이너체인지를 거치면서 1.8L VB형 엔진이 추가되었으며, 보닛 중앙에 대형 에어로 스쿠프가 뚫려 있는 것이 특징이었다. 파생 차종으로는 1967년에 출시된 루체 로터리 쿠페가 있었으며, 전륜구동을 채택하는 등 루체 본판과는 매카니즘이 전혀 다른 차였다.

## 2세대

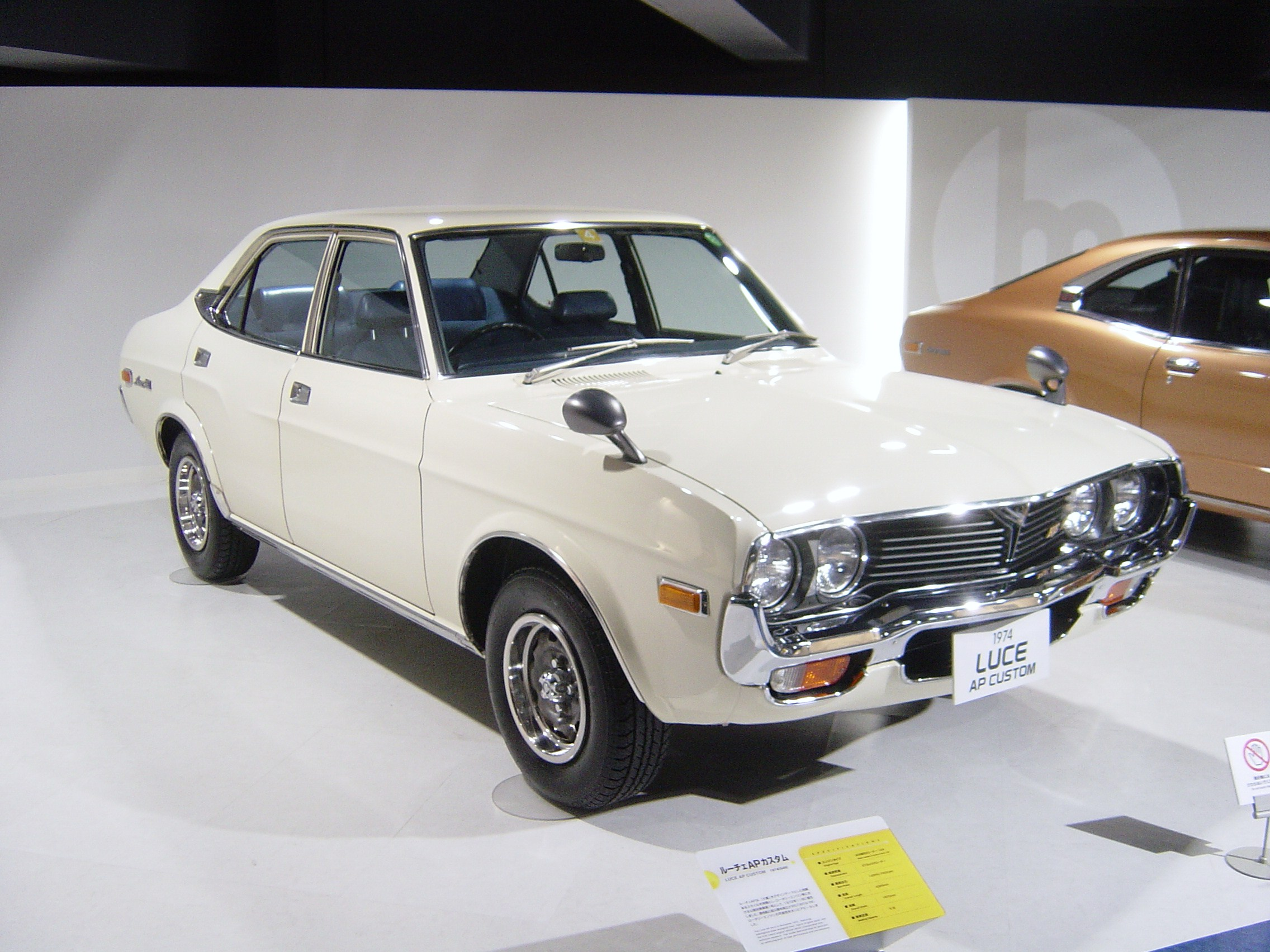
마쓰다 루체 정측면

1972년 11월 출시되었으며, 당시 일본의 경향이었던 미국차와 비슷한 화려한 디자인이 특징이다. 성형 자유도가 높은 플라스틱 파츠로 복잡한 라디에이터 그릴 형상을 만들었으며, 로터리 엔진이 적용되었다. 1973년에는 스테이션 왜건과 이를 기반으로 한 밴도 출시되었다. 발매 초기에는 높은 인기를 구가했으나, 1차 오일 쇼크로 인해 로터리 엔진의 낮은 연비가 대두되면서 판매량이 떨어지기 시작했다. 1975년에는 마이너체인지를 거치면서 전후면 디자인을 개량하고 앞범퍼가 커졌으며, 세단은 커스텀으로 통합되었다.

## 3세대

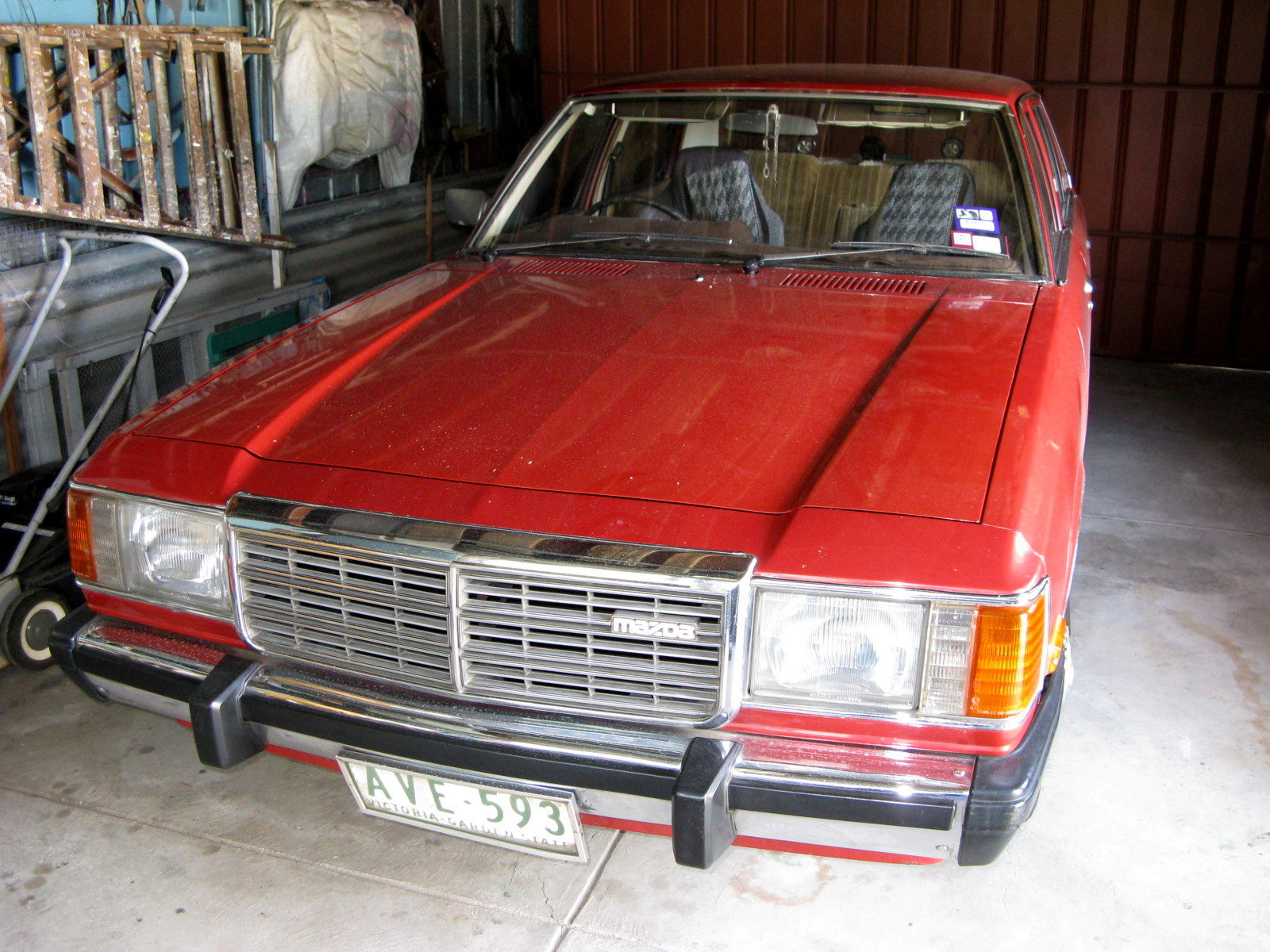
마쓰다 루체 정측면

1977년 기존의 루체보다 윗급에 위치하는 모델로써 루체 레가토라는 명칭으로 발매되었으나, 실질적으로는 그냥 루체의 모델 체인지에 불과하였다. 미국의 자동차 닷지 모나코에서 아이디어를 따 온 4등식 헤드라이트가 주 특징이고 기본적인 세단 외에 하드탑 도어가 적용된 세단도 출시되었다. 1978년에 택시 사양의 2,000cc LPG 엔진이 추가되었고, 1979년에는 대형 그릴과 2등식 헤드라이트, 사이드에 돌린 윙커를 가지는 타입으로 변경된 충격 흡수 범퍼가 적용되었다. 그레이드명도 카펠라처럼 레시프로 차량에 SG-X 를 붙이는 등 재검토를 거쳤다. 1980년에는 2,200cc 디젤 엔진도 추가되었고, 1981년 10월에 4세대 카펠라가 출시되면서 세단과 하드탑 세단이 단종되었다. 밴 모델은 카펠라 카고가 출시되는 1988년까지 생산되었다.

## 4세대

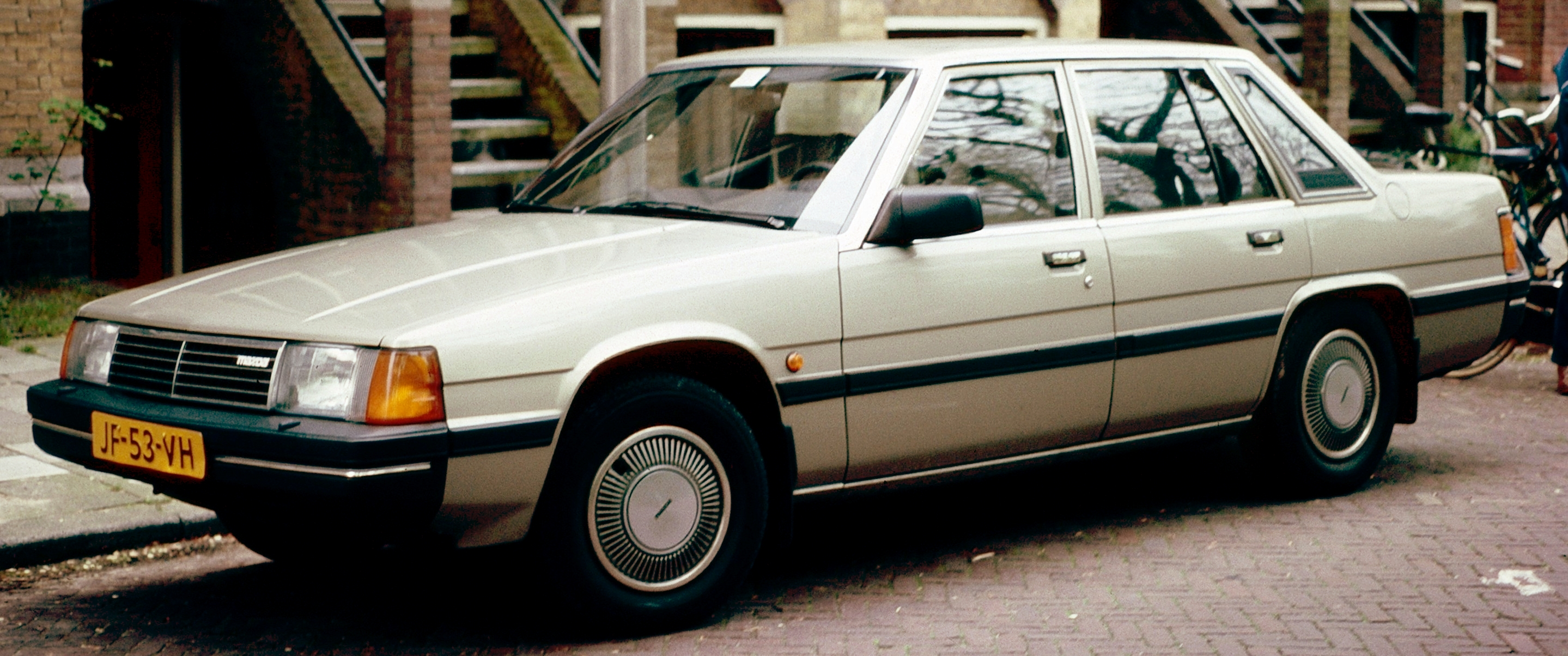
마쓰다 루체 정측면

1981년 10월에 출시되었으며, 동사의 코스모와 형제차가 되었다. 이전처럼 4도어 세단과 하드탑으로 나뉘어졌으며 세단에는 살롱이라는 서브 네임이 붙었다. 엔진은 종래의 1,800cc와 2,000cc가 적용되었고, 동년 11월에는 2,200cc 디젤 엔진이 추가되었다. 1982년 3월에는 LPG 엔진의 택시 사양이 출시되었으며, 파워트레인은 기존의 것을 그대로 가져왔으며, 그레이드는 DX, SG-L, SG-S로 나뉘어졌다. 그리고 동년 10월에 세계 최초로 로터리 터보 엔진을 단 사양도 출시하였다. 1983년에 페이스 리프트를 거쳤으며, 1985년에 레시프로 사양의 SG-X 그레이드를 젠틸-X, SG-S는 젠틸로 개명했다. 1986년 9월 루체는 풂체인지되었으나, 코스모는 2도어 및 4도어 하드탑만 남겨두고 계속 판매하다가 1990년에 2도어 그랜드 투어러로 풀체인지된다. 1989년에는 세단을 기반으로 부분 개량한 택시 전용 모델인 커스텀 캡이 발매되었다.

## 5세대

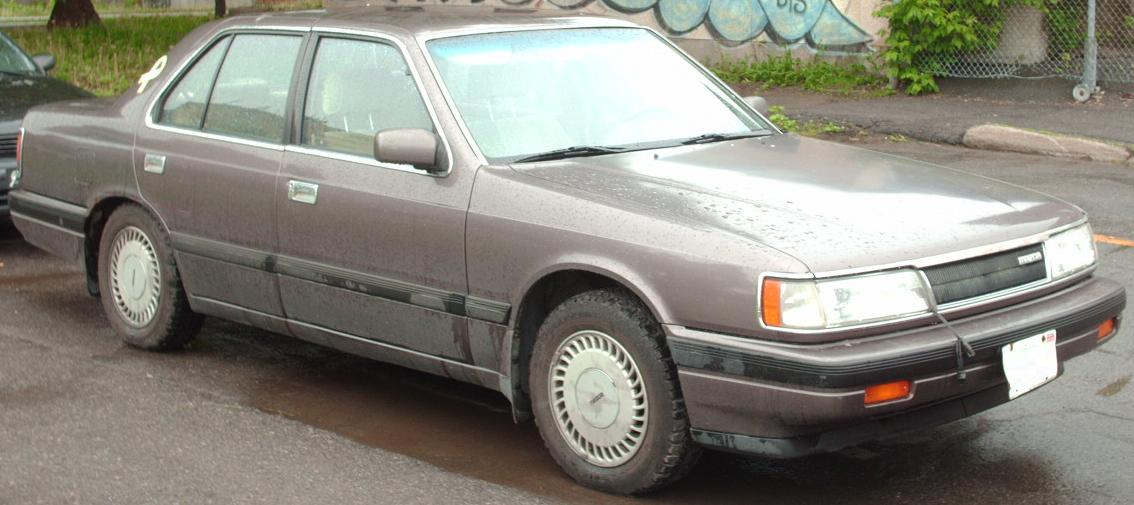
마쓰다 루체 정측면

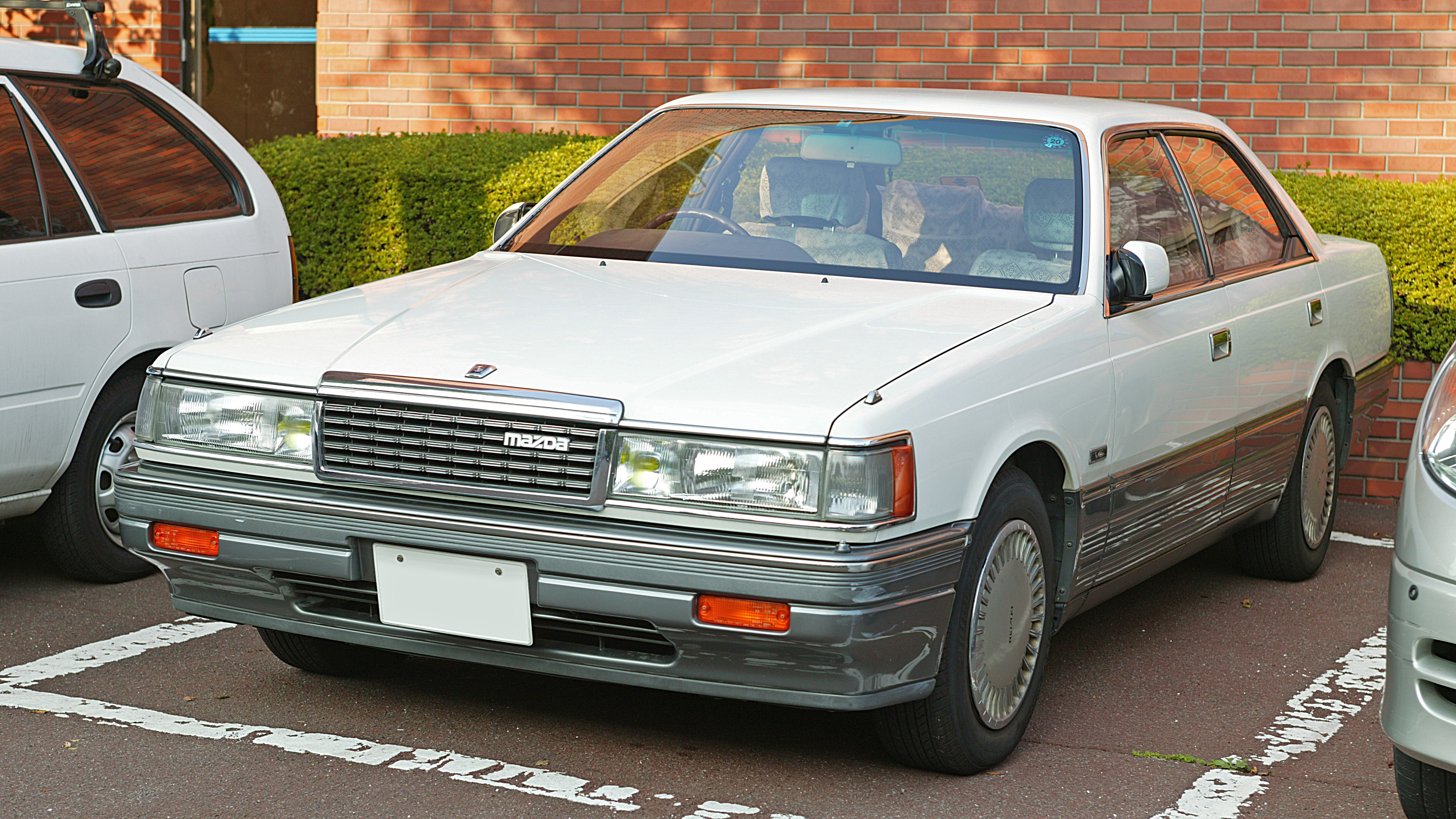
마쓰다 루체(하드탑 도어) 정측면

1986년 9월 출시되었고, 기존의 로터리 엔진을 버리고 V6 엔진을 사용하는 본격적인 고급 세단을 표방하였다. 당시 마쓰다의 기함에 맞게 차체 크기가 커졌고, 뒷좌석에서의 편의 사양도 충분하여, 쇼퍼 드리븐 카로 손색이 없었다. 1988년 페이스리프트를 거치면서 프런트 그릴 우측 상단의 마쓰다 로고 배지가 없어지고, 전기형에서는 보닛 위에 붙어 있던 루체의 배지가 프런트 그릴의 중앙으로 이동했다. 1989년 4월에는 하드탑 3000 사양이 일부 변경되었으며, 1990년에는 각 그레이드의 시트 천, 바디컬러와 내장 색상이 변경되었다. 그리고 하드탑 사양에 전용 메쉬 그릴과 알루미늄 휠, 비스커스 LSD, 전용 오너먼트가 장착된 V6•3000 리미티드 그란 투리스모가 발매되었다. 1991년 5월에 출시된 센티아가 후속 차종으로 출시되어 자가용은 단종되었다. 4년간 더 생산되었던 택시와 운전 교습차 등 영업용도 1995년 12월에 강화된 안전 기준에 적합하지 않다는 등의 이유로 단종되었다. 대한민국에서는 기아자동차가 이 차의 세단 버전을 베이스로 개발한 포텐샤를 1992년에 출시하였다.